# Pantilema
Pantilema is een kevergeslacht uit de familie van de boktorren (Cerambycidae). De wetenschappelijke naam van het geslacht werd voor het eerst geldig gepubliceerd in 1911 door Aurivillius.

## Soorten
Pantilema is monotypisch en omvat slechts de volgende soort:
- Pantilema angustum Aurivillius, 1911